# 30 Hudson Street
30 Hudson Street, também conhecido como Goldman Sachs Tower, é um arranha-céu de 42 andares de 238 metros de altura (781 pés), localizado na 30 Hudson Street na cidade de Jersey City, Nova Jérsia. O edifício eleva-se acima da orla da cidade com uma bela vista do rio Hudson. Construída para a Goldman Sachs, o edifício é o maior arranha-céu de Nova Jersey. Originalmente planejava-se construir um jardim de inverno anexo ao prédio, mas esse segmento foi adiado por tempo indeterminado.
Apesar o prédio ser construído para o banco Goldman Sachs, existem vários estabelecimentos na torre, como um restaurante aberto ao público no térreo e nos andares superiores escritórios de empresas privadas.